# Albert Speer (architetto 1934)
Albert Speer (Berlino, 29 luglio 1934 – Francoforte sul Meno, 15 settembre 2017) è stato un architetto tedesco, figlio dell'architetto personale di Adolf Hitler, Albert Speer.

## Biografia
Albert Speer nacque a Berlino il 29 luglio 1934, figlio dell'architetto Albert Speer (1905-1981), progettista personale di Adolf Hitler, e nipote dell'architetto Albert Friedrich Speer. Sua madre era Margarete Weber (1905-1987). Durante la sua giovinezza visse a Berchtesgaden, in Baviera, dove suo padre rimase imprigionato sino al 1966 a seguito delle decisioni del processo di Norimberga.
A causa della sua grave balbuzie, Speer lasciò la scuola e iniziò un apprendistato come falegname a Heidelberg nel 1952, corso che completò nel 1955 ottenendo un certificato di operaio qualificato, conseguendo poi il diploma di scuola superiore frequentando le scuole serali mentre lavorava. Come da tradizione di famiglia, decise quindi di intraprendere la carriera nel mondo dell'architettura per quanto nelle frequenti interviste sull'argomento, Albert Speer jr. abbia più volte precisato di non essersi ispirato alla figura di suo padre per voler intraprendere la carriera di architetto.
Nel 1955 iniziò a studiare architettura presso il Politecnico di Monaco di Baviera e dal 1960 al 1964 collaborò con diversi studi di architettura in Germania, Svezia e Turchia. Sempre dal 1960 divenne tra l'altro membro dell'Associazione degli Architetti Tedeschi, ma prese parte nelle giurie di diversi concorsi in forma anonima per evitare che vi fossero possibili pregiudizi associati alla figura di suo padre.
Vinse il secondo posto ad un premio internazionale nel 1964 per l'ideazione del nuovo centro cittadino di Ludwigshafen am Rhein ed aprì successivamente un proprio studio di architettura. Ebbe notevole successo a livello internazionale e lavorò molto anche in Arabia Saudita. Nel 1977 divenne professore di urbanistica presso l'Università di Kaiserslautern. Il suo studio ottenne un distaccamento a Shanghai dal 2001.
Nel 1984 fondò l'impresa "Büro Albert Speer & Partner" a Francoforte, che attualmente conta più di cento dipendenti ed è una delle più grandi e più rinomate nel campo della pianificazione urbanistica in Germania.
Si sposò in prime nozze con la giornalista tedesca Rut Winkler per poi convolare a nozze nel 1972 con l'attrice Ingmar Zeisberg. Sua sorella è l'ex politica del Partito dei Verdi, Hilde Schramm. Suo prozio fu il pittore Conrad Hommel, ritrattista ufficiale di Hitler.

### Relazione con il padre
Come con gli altri figli di alti funzionari del governo nazista in Germania, al pari di Gudrun Himmler e di Edda Göring, Speer dovette affrontare il tema dell'infamia di suo padre. Mentre la Himmler tentò di riabilitare l'immagine di suo padre e Goering fece del suo meglio per evitare di parlarne, Speer disse di aver provato per tutta la vita a separarsi dalla figura del padre. È accreditato come uno dei pochi figli dei leader nazisti a riconoscere i torti dei propri genitori. Speer disse che, da bambino, suo padre non era il tipo di padre che si occupava dei compiti, riferendosi alla disattenzione e alla negligenza come genitore che aveva sempre manifestato nei suoi confronti, ma definì anche la figura di Hitler come quella di uno zio simpatico, almeno dal mio punto di vista di bambino di allora. Albert Speer disse di non odiare suo padre e di averlo sempre considerato sostanzialmente un buon architetto, molto più moderno di quanto si pensi oggi ma di rimproverargli piuttosto la sua affiliazione al regime.

## Opere
È stato il responsabile per la progettazione dell'Expo 2000 svoltasi ad Hannover, della città internazionale di Shanghai e del complesso dei giochi olimpici di Pechino.
Ultimamente è stato impegnato nella progettazione dello Al-Shamal Stadium a Madinat ash Shamal, che è stato utilizzato nel campionato mondiale di calcio 2022 che si è svolto in Qatar.

## Galleria d'immagini

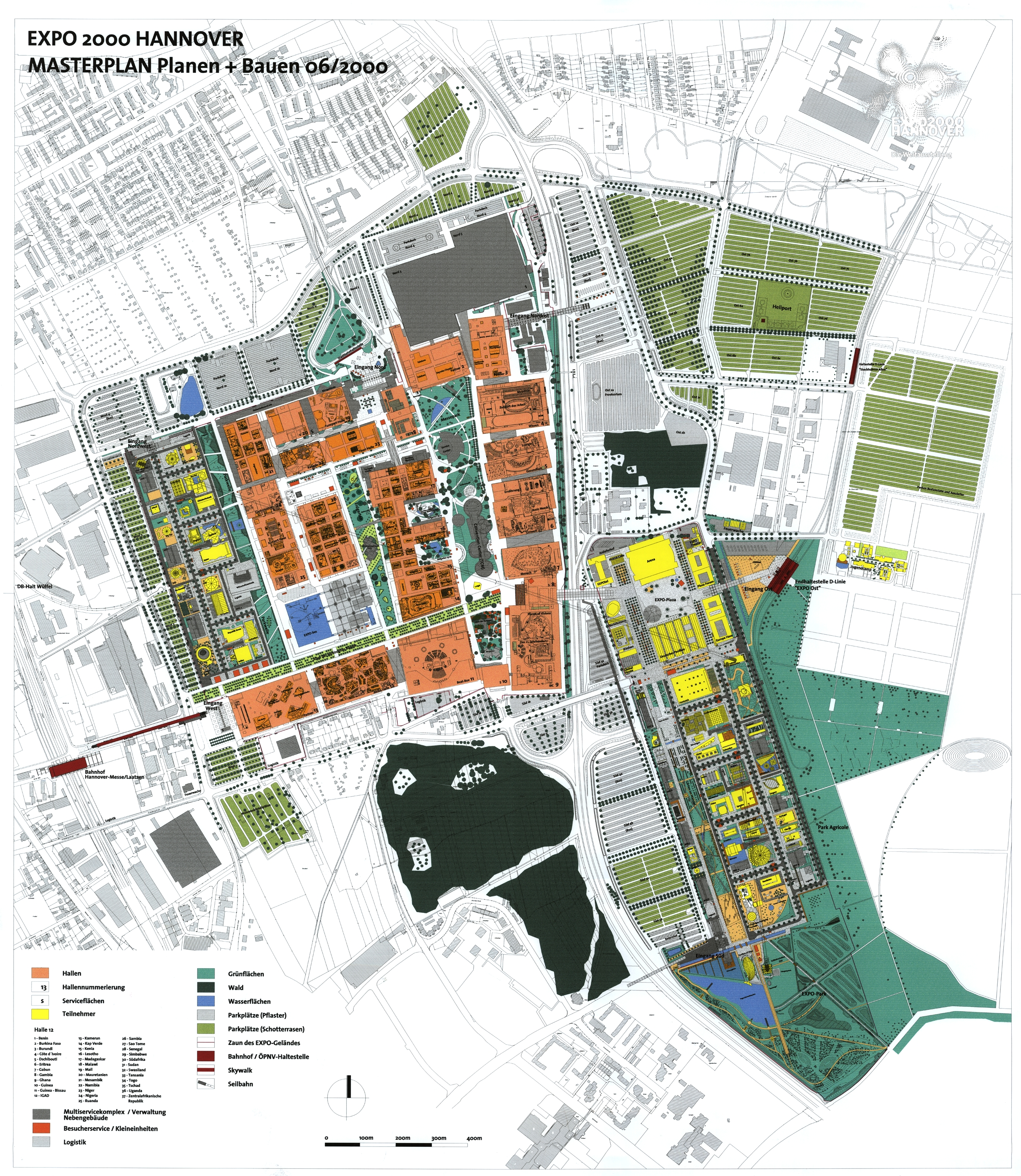
Progetto di EXPO 2000 Hannover
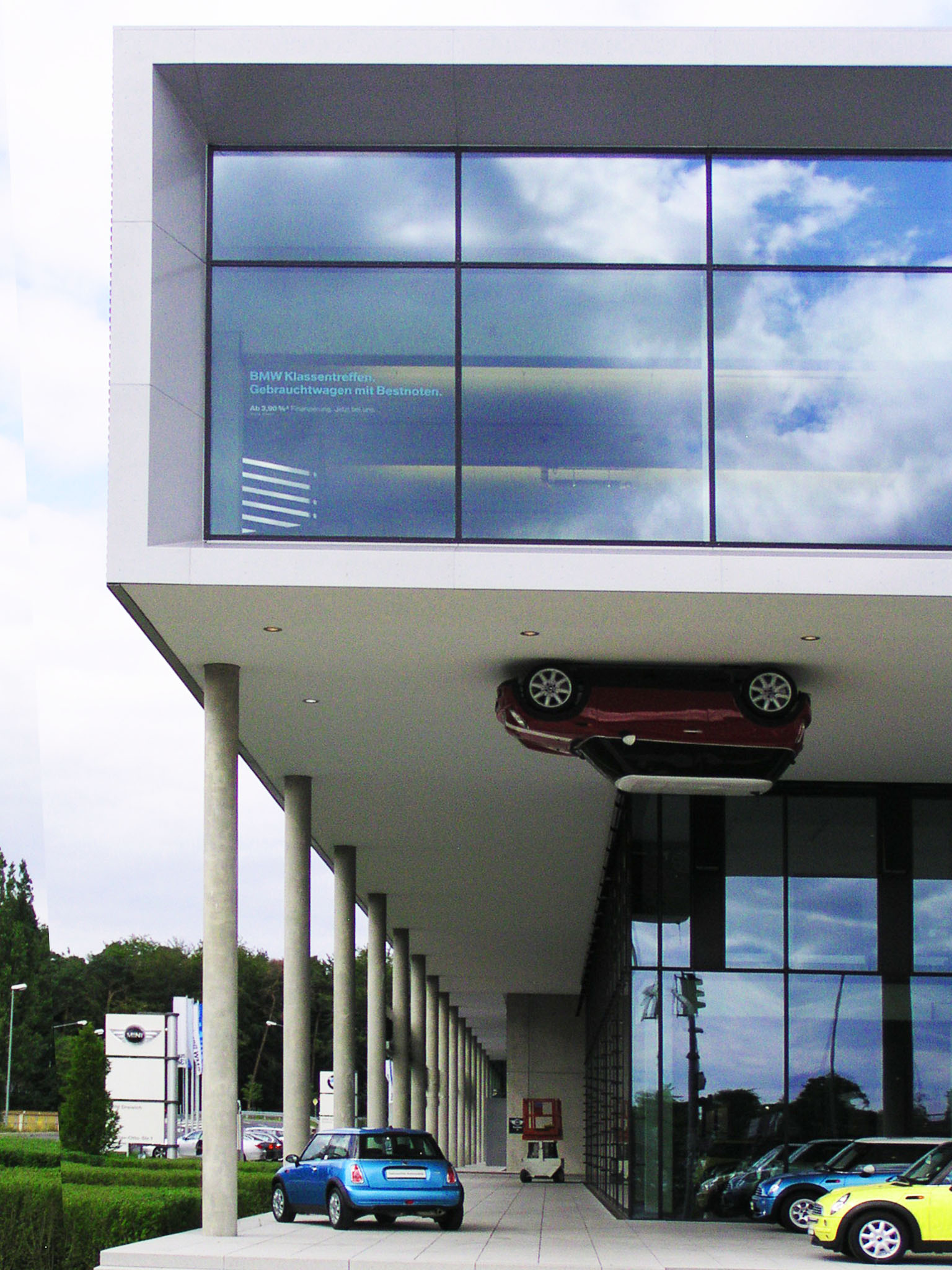
BMW-branch Dreieich
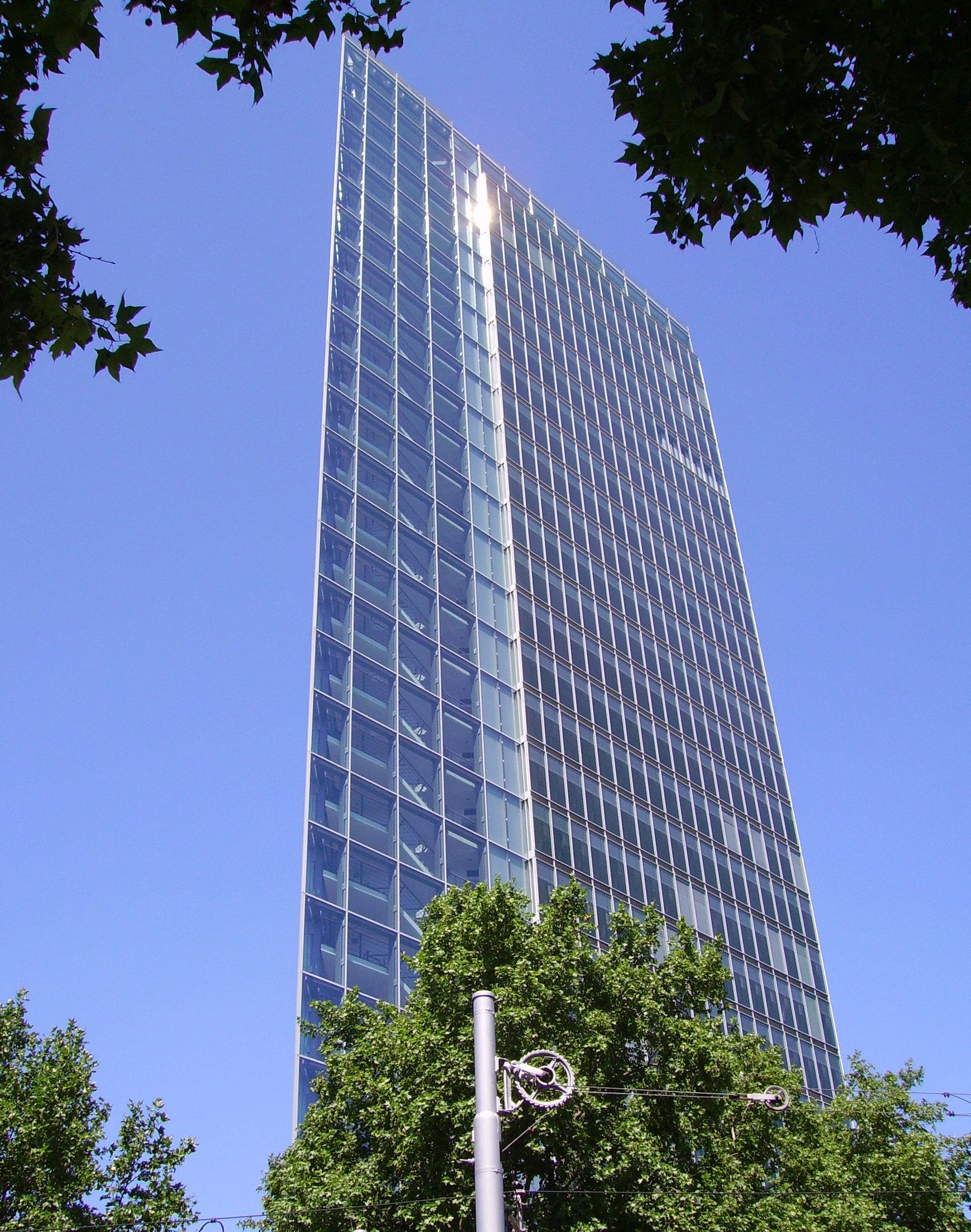
Victoria-Turm Mannheim
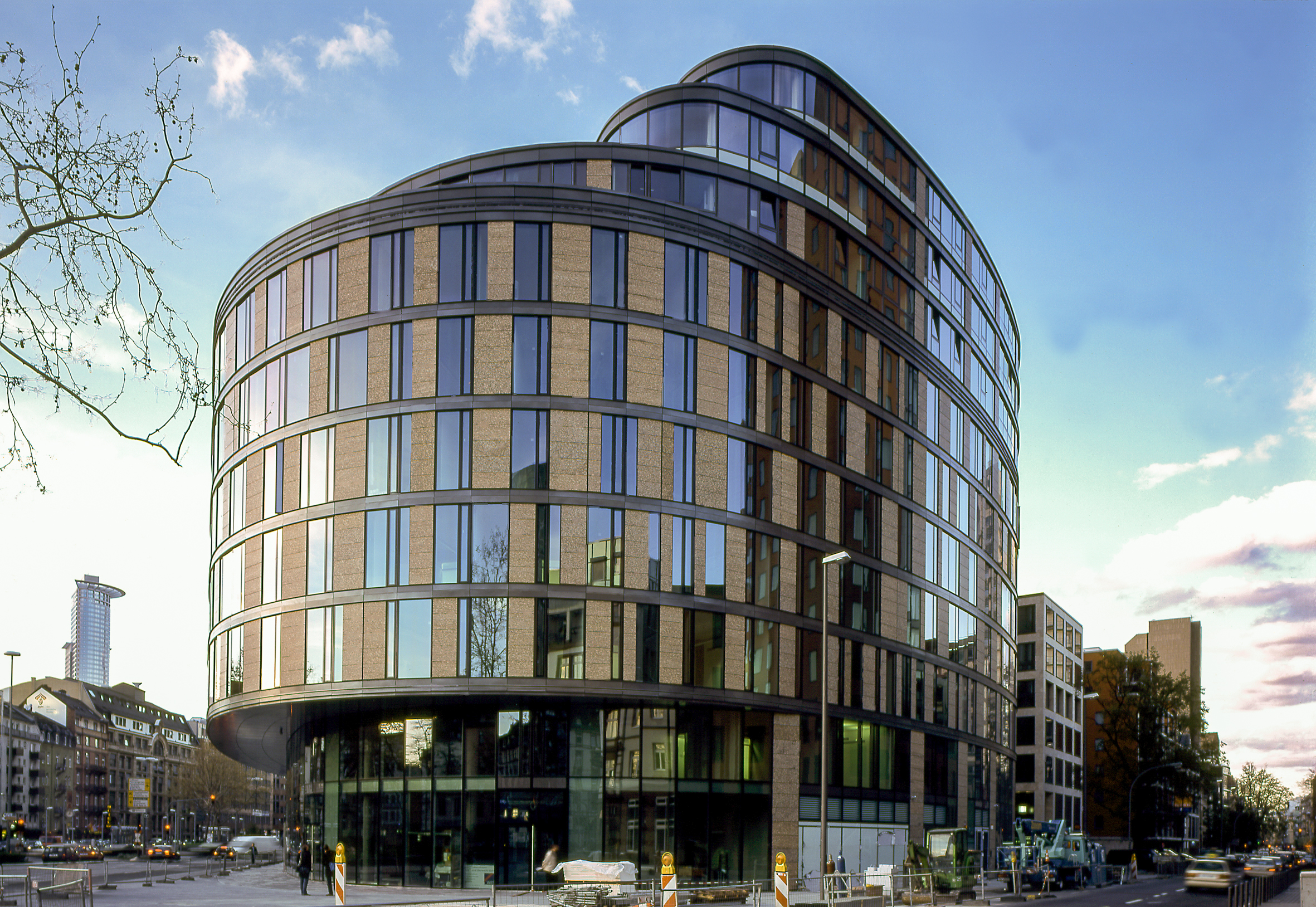
Oval am Baseler Platz building in Frankfurt am Main
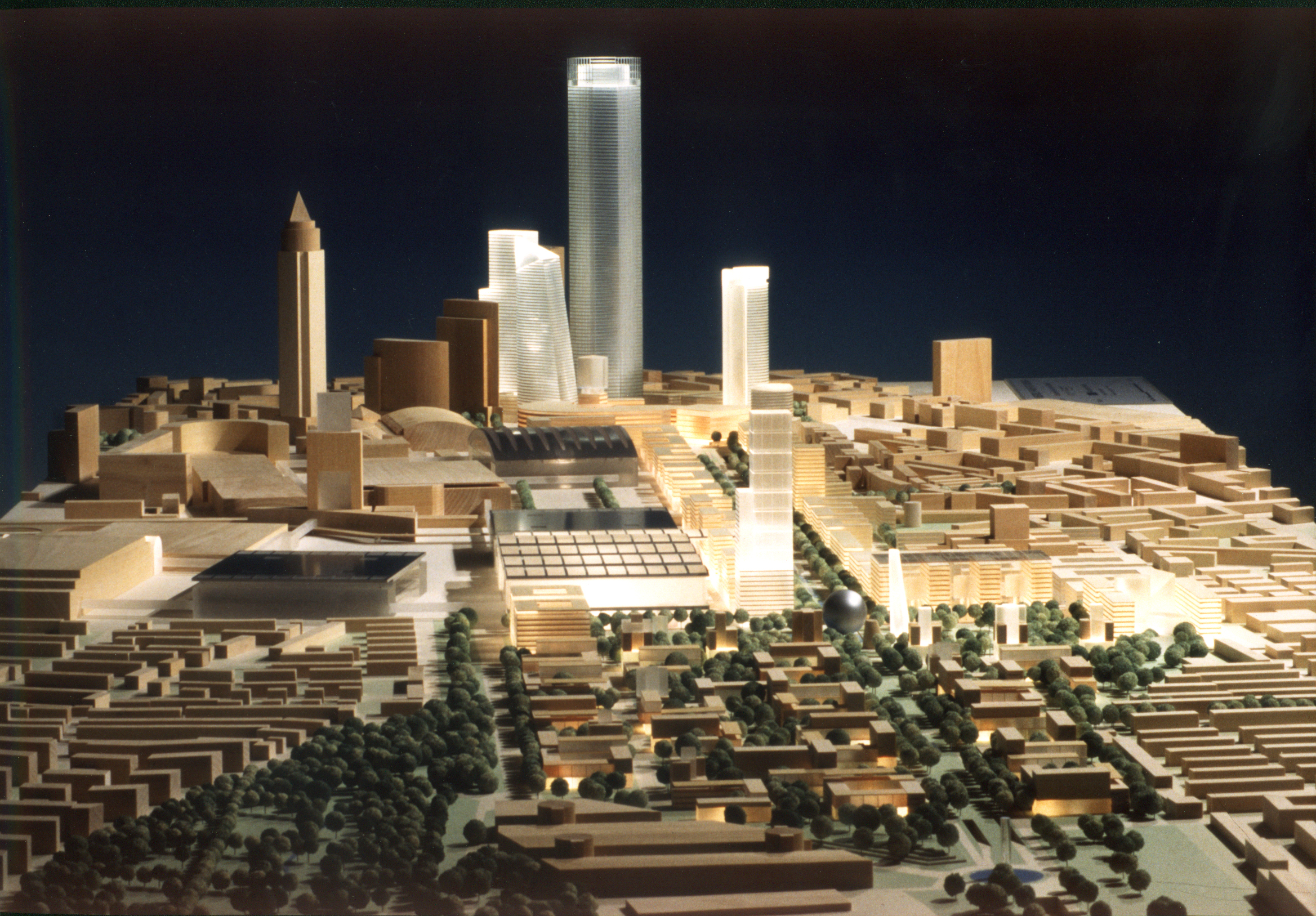
Europaviertel in Frankfurt am Main (Modello)